# 김현기 (1968년)
김현기(1968년 1월 1일 ~ )은 대한민국의 희극 배우이다.

## 생애
그는 1992년 일본에서 연극 배우로 첫 데뷔하였고, 이후 1997년 대한민국에서 KBS 13기 공채 개그맨으로 정식 데뷔하였다.
신장은 183cm이고, 체중은 74kg인 그는 배우자 와타나베 코토미, 딸 김유나를 두고 있다.

## 출연작

### 영화
- 2006년 《구세주》 - 마성기
- 2007년 《만남의 광장》 - 군 관계자 (우정출연)
- 2007년 《날나리 종부전》
- 2009년 《구세주 2》 - 마성기
- 2010년 《젓가락》 - 담임
- 2012년 《개들의 전쟁》 - 다방 손님 2

### 코미디
- 2002년 《개그콘서트》
  - 〈까다로운 변선생〉
  - 〈대포동 예술극단〉
  - 〈애드리 브라더스〉
  - 〈애드립 뉴스〉
  - 〈뮤직 갤러리〉

### 방송
- 2005년 《구수한 세상 누룽지》

## 수상
- 2007년 KBS 연예대상 코미디부문 우수코너상